# Station Vinkeveen
Station Vinkeveen is een voormalig station aan de zuidkant van Vinkeveen, in de buurtschap Demmerik, aan de voormalige spoorlijn Aalsmeer - Nieuwersluis-Loenen. Het stationsgebouw, een hoog station van het Standaardtype HESM (II), werd geopend op 1 december 1915 en gesloten op 3 september 1950. Het gebouw, daterend uit het jaar 1913 staat op de gemeentelijke monumentenlijst van De Ronde Venen. Het voormalige station bevindt zich aan de Demmerik 68 in Vinkeveen en is anno 2020 een evenementenlocatie onder de naam: Station Vinkeveen. Ook heeft Museum de Ronde Venen zich in de 21e eeuw tijdelijk in het gebouw gevestigd. Echter werd het museum verplaatst.
In 2017 is er een wandelpad aangelegd over de voormalige spoordijk tussen station Mijdrecht en Oudkooperdijk. Het wandelpad heet het Bellopad en is vernoemd naar de locomotief NS 7742: Bello die over de spoorlijn reed. Het wandelpad passeert het station, daarom is er een infobord met betrekking tot het Bellopad bij het station geplaatst. Ten oosten van het station loopt het pad, als deel van de Demmerikroute, over een gerestaureerde voormalige spoorbrug.
Het voormalige station is lang bewoond gebleven door dezelfde familie die het volledige interieur onveranderd hebben gelaten. De volledige wachtkamers, het loket en de woning van de stationschef op de eerste verdiepingen waren in originele staat.

## Afbeeldingen

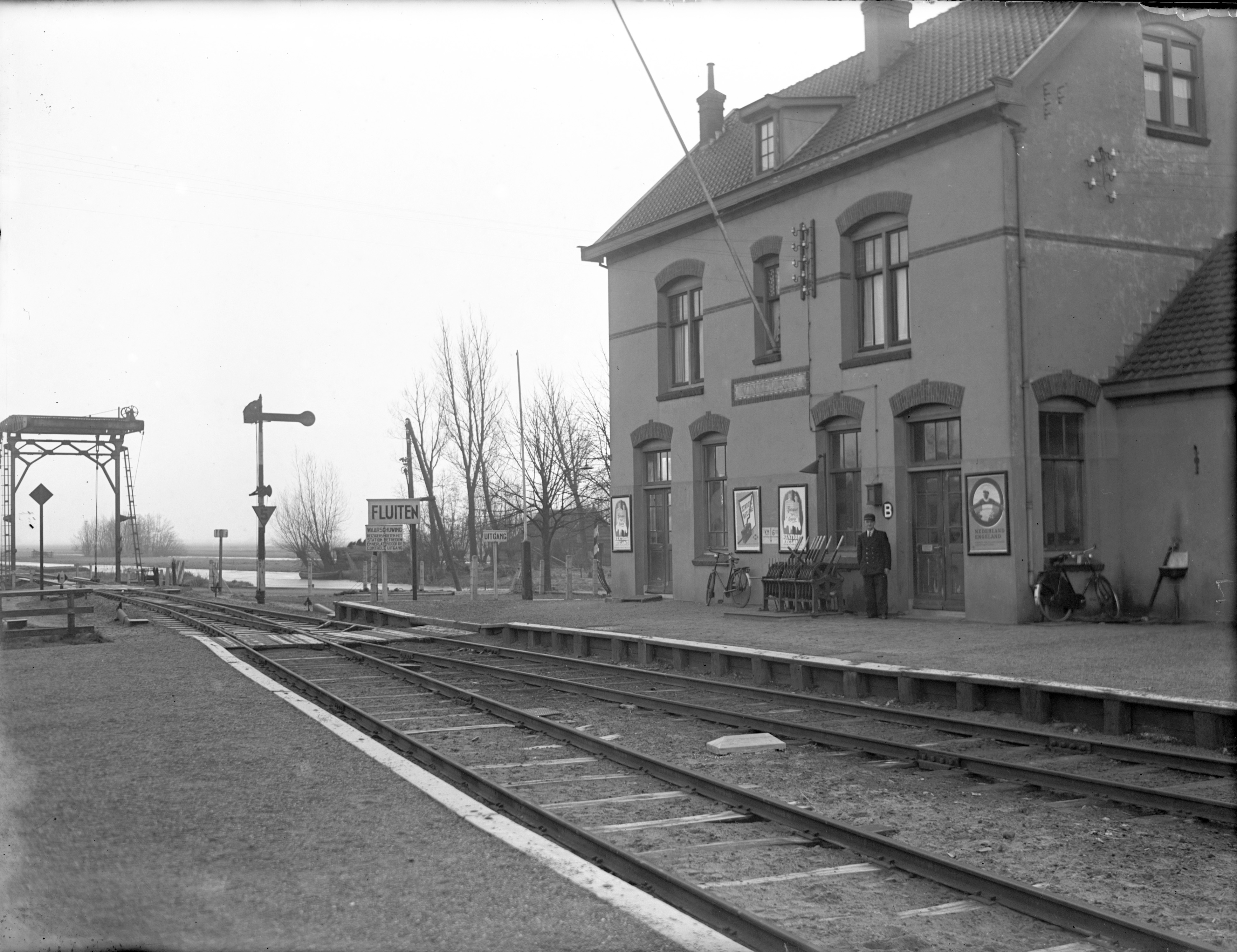
Station anno 1950
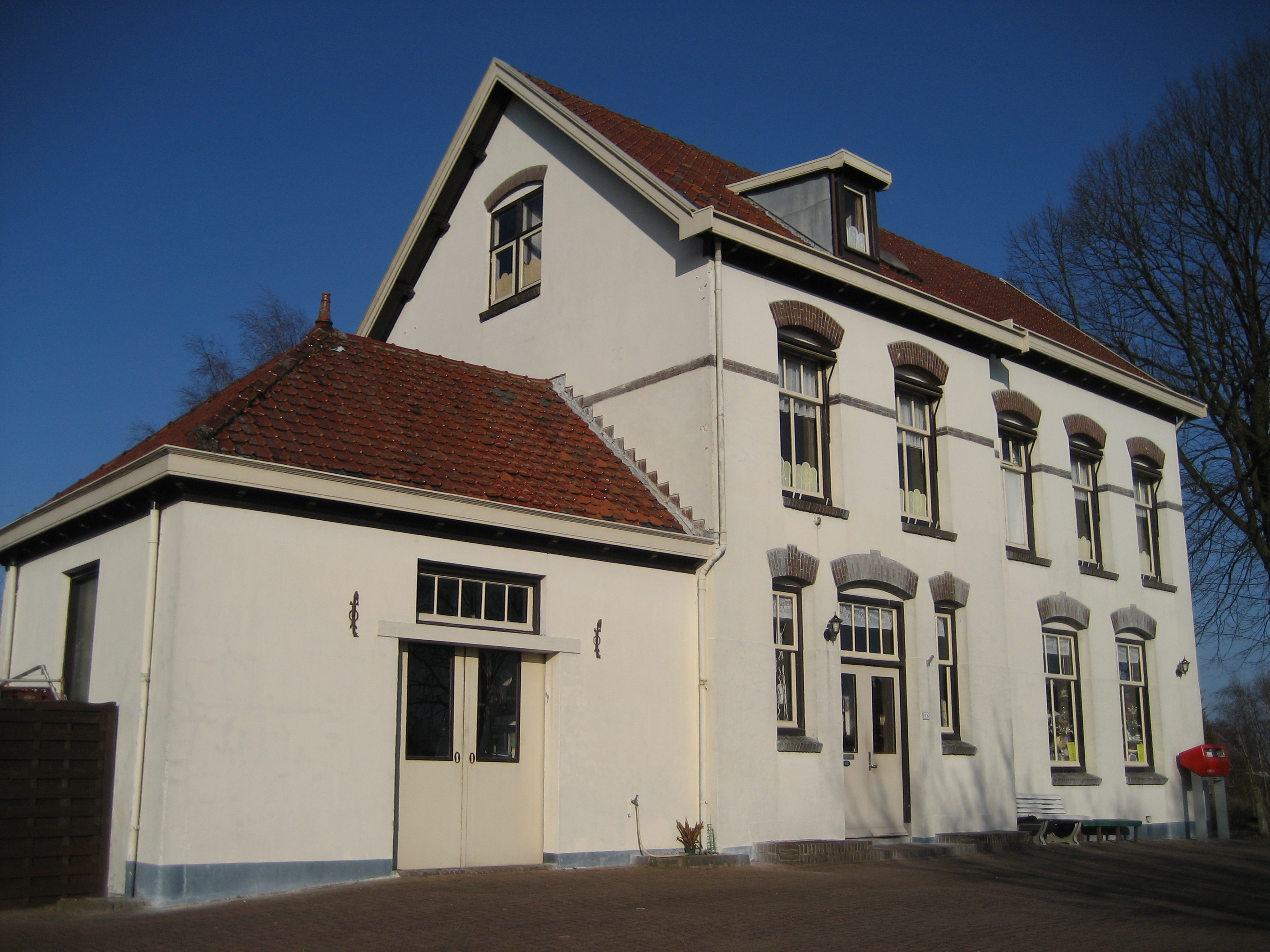
Voorzijde van het station in 2009.
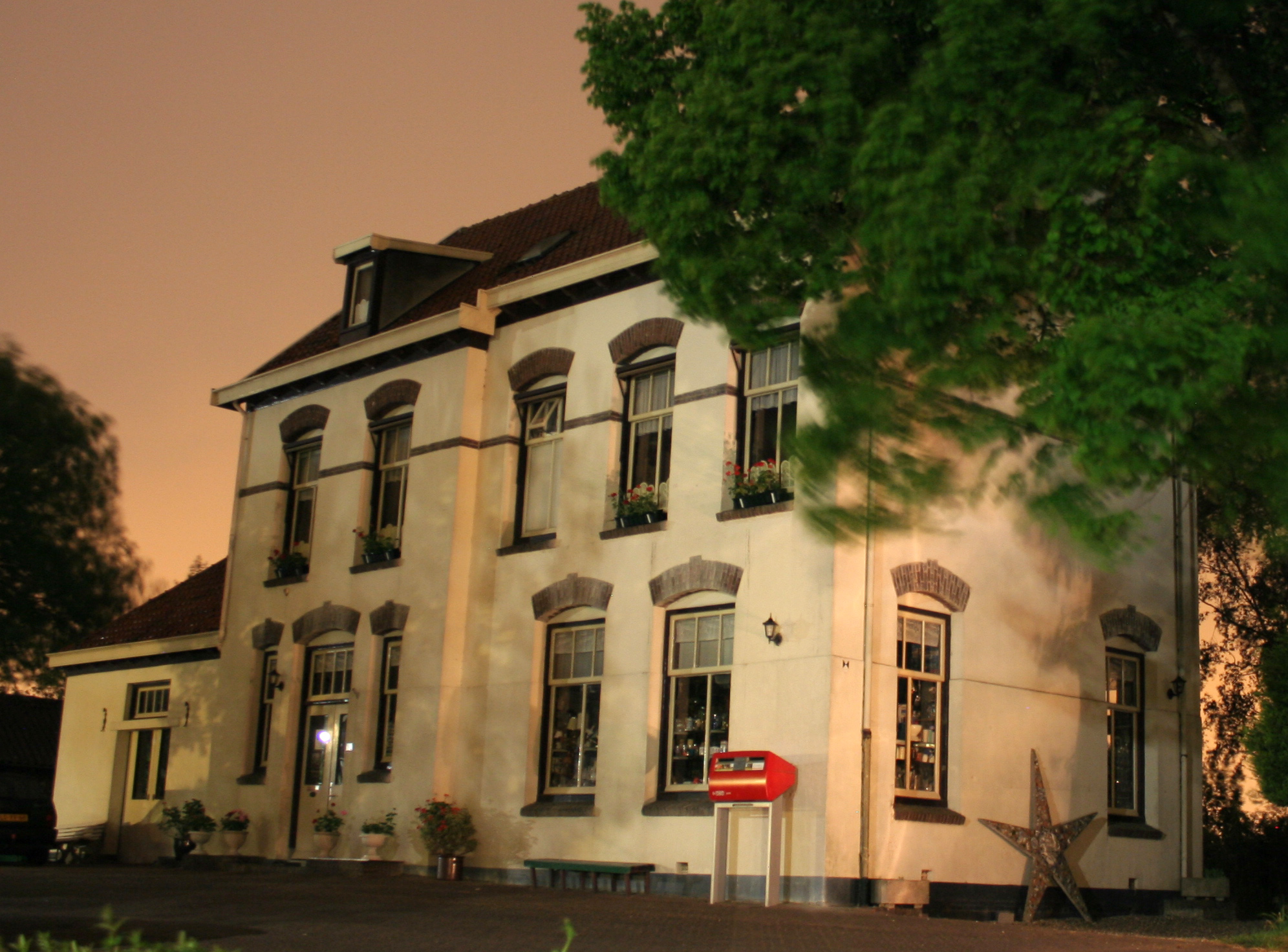
Station anno 2008 in de avonduren.
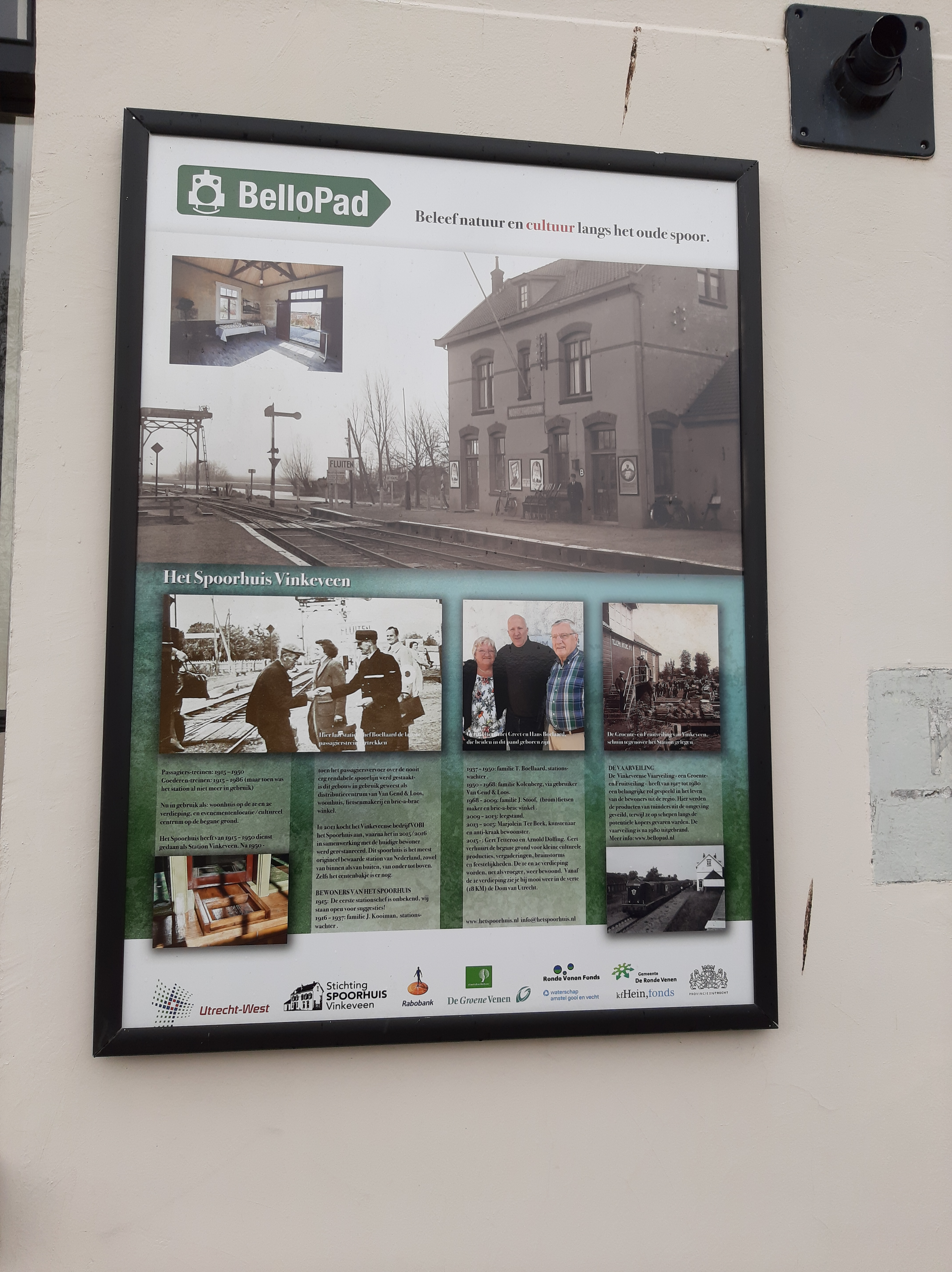
Informatiebord bij het station.
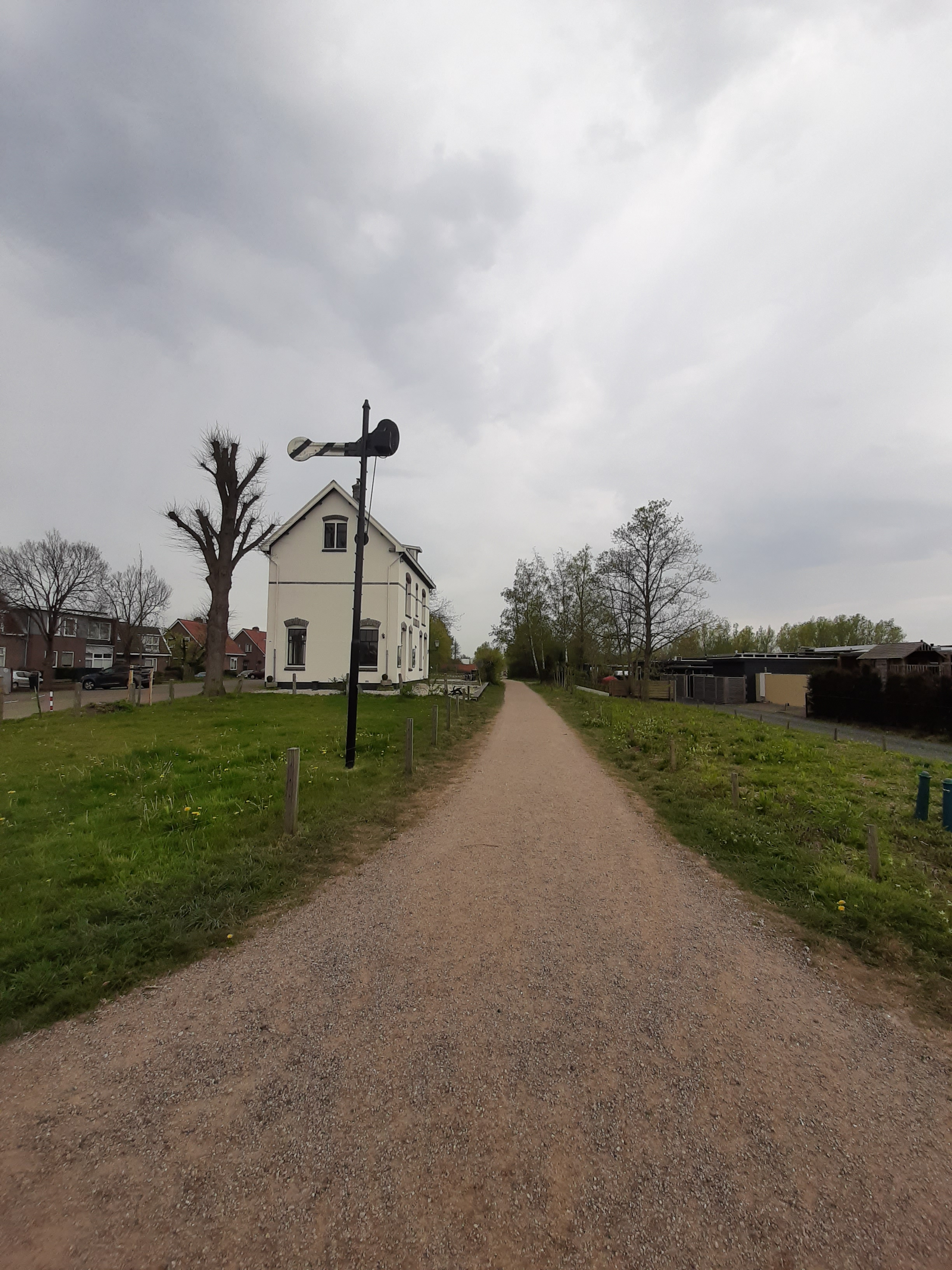
Kijken vanaf het voormalige spoortracé anno 2020. Op de voorgrond een sein.
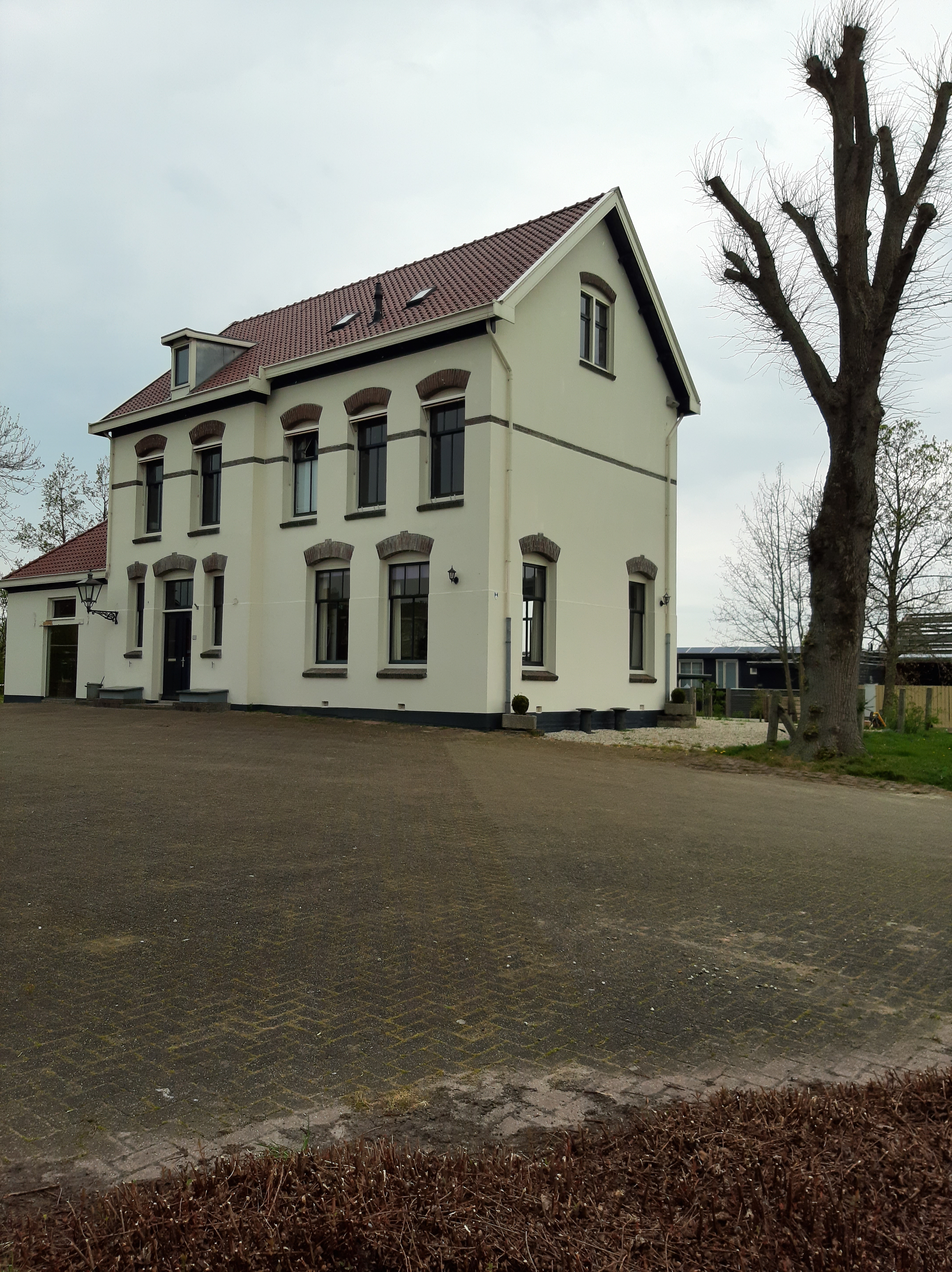
Station anno 2020.

Abcoude · 
Amersfoort:
-Centraal · 
-Schothorst · 
-Vathorst · 
Baarn · 
Bilthoven · 
Breukelen · 
Bunnik · 
Den Dolder · 
Driebergen-Zeist · 
Hoevelaken · 
Hollandsche Rading ·
Houten · 
-Castellum · 
Leerdam · 
Maarn · 
Maarssen · 
Rhenen · 
Soest · 
-Zuid · Soestdijk · 
Utrecht:
-Centraal · 
-Leidsche Rijn · 
-Lunetten · 
-Maliebaan · 
-Overvecht · 
-Terwijde · 
-Vaartsche Rijn · 
-Zuilen · 
Veenendaal: 
-Centrum · 
-West · 
Vleuten · 
Woerden
Voormalige stations: zie de lijst van voormalige spoorwegstations in Utrecht